# رید مورگان
رید مورگان (انگلیسی: Read Morgan؛ زادهٔ ۳۰ ژانویهٔ ۱۹۳۱) بازیگر و بازیکن بسکتبال اهل ایالات متحده آمریکا است.
از فیلم‌ها یا برنامه‌های تلویزیونی که وی در آن نقش داشته است، می‌توان به قهرمانان کلی و درخواب‌فرورفته اشاره کرد.